# Julian Barnes

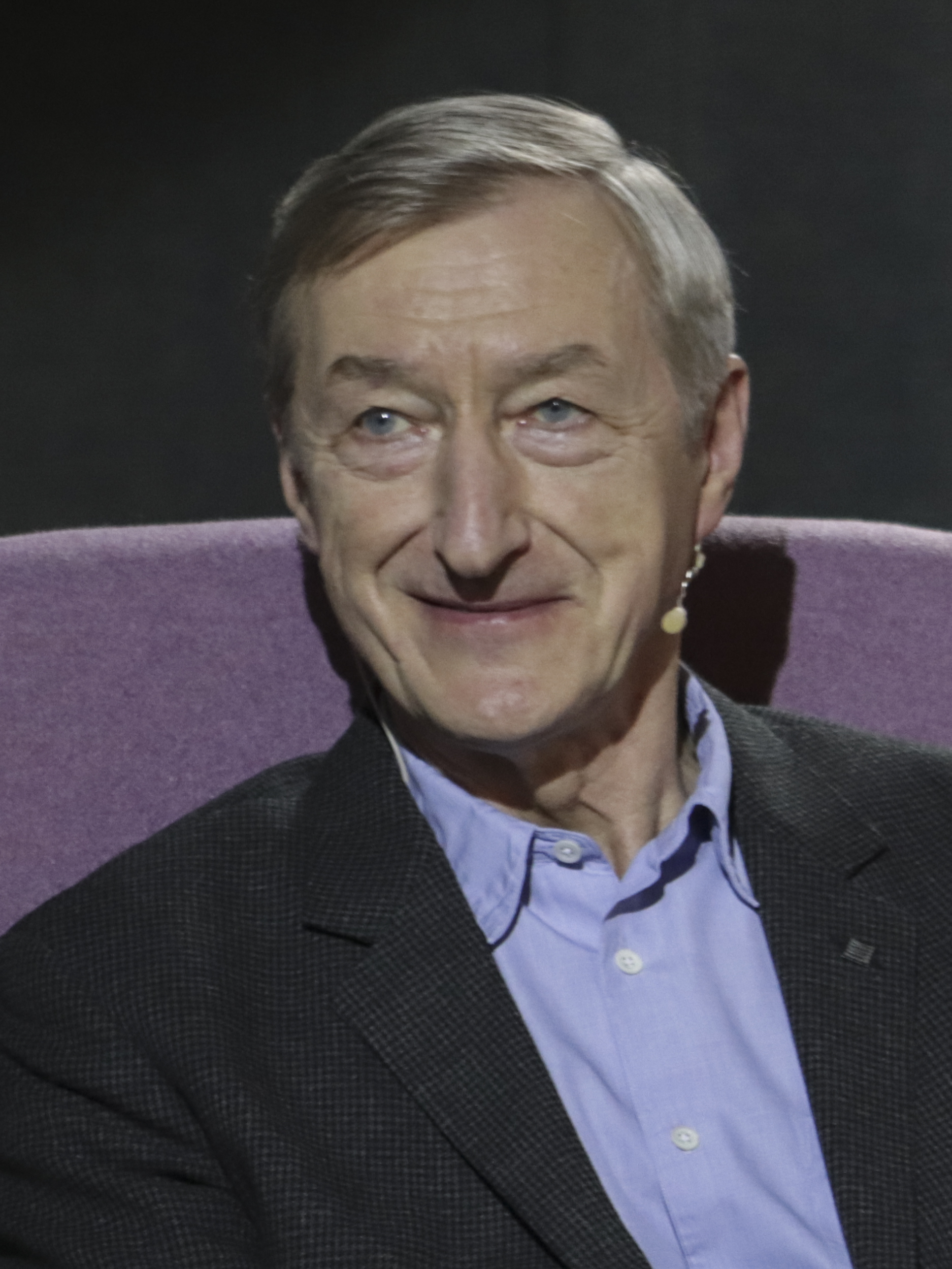
Julian Barnes, 2019

Julian Patrick Barnes (* 19. Januar 1946 in Leicester; als Pseudonym gelegentlich Dan Kavanagh) ist ein britischer Schriftsteller.

## Leben und Werk
Barnes arbeitete nach einem Sprachenstudium in Oxford und einem anschließenden Jurastudium als Lexikograph und Journalist. Seit etwa 1980 ist er als Schriftsteller tätig.
Unter dem Pseudonym Dan Kavanagh schrieb Julian Barnes in den 1980er Jahren vier Kriminalromane. Etwa gleichzeitig mit dem ersten publizierte er das Buch Metroland, eine Novelle über einen jugendlichen Großstädter und seine Reiseerlebnisse in Paris und London.
Der internationale Durchbruch gelang ihm 1984 mit seinem dritten Roman, Flauberts Papagei (Originaltitel: Flaubert’s Parrot), der zu den kanonischen Werken des postmodernen britischen Romans zählt. Mit einer experimentellen Mischung aus  Romanerzählung, literaturkritischem Essay, Zitatencollage und Erzählkasten inszeniert der Roman den Versuch des französischen Landarztes Braithwaite, die Trauer um seine verstorbene Ehefrau Ellen zu verdrängen, indem er sich auf eine Spurensuche in den Relikten des Lebens und Werkes des französischen Romanciers Gustave Flaubert begibt.
Seine Frau Ellen teilt mit Flauberts Romanfigur Emma Bovary nicht nur deren Initialen; es gelingt dem Ich-Erzähler Braithwaite in seiner Suche jedoch nicht, ein widerspruchsfreies biografisches Bild des französischen Autors zu gewinnen. Die Vergangenheit sowohl in der Person Flauberts als auch in der Gestalt seiner Frau entzieht sich seinem Zugriff; der Versuch, das Leben eines Menschen authentisch zu erfassen, ist zum Scheitern verurteilt.
Ein zentrales und vielschichtiges Symbol des Romans ist dabei ein ausgestopfter Papagei, der Flaubert einst zur Inspiration diente, nun jedoch aufgrund einer Vielzahl von in Frage kommender Papageien nicht mehr eindeutig identifiziert werden kann.
Flauberts Papagei stellt vieles von dem dar, was Barnes’ Erzählwerk generell kennzeichnet: vielfältige intertextuelle Bezüge etwa zu Flaubert, Vladimir Nabokov oder Philip Larkin und anderen Schriftstellern, einen besonderen Hang zur französischen Literatur und Kultur, typisch englischen Sinn für Humor oder subtile Ironie sowie eine stilistische Tendenz zu Essay oder Epigramm mit brillant geschliffenen Formulierungen.
Wiederkehrende Themen von Barnes sind vor allem die Beziehung von Literatur oder Kunst und Wirklichkeit, die Unterscheidung von Sein und Schein und die Obsession der Beschäftigung mit der Vergangenheit sowohl als äußerer faktisch dokumentierter Geschichte (historia) wie auch als innerlich erlebter oder erinnerter Geschichte im subjektiven Gedächtnis (memoria). Diese Vergangenheitsobsession wird in Barnes’ literarischem Werk immer wieder zum Ausgangspunkt für eine erkenntniskritische, häufig aporetische Suche nach Wahrheit und Sinn.
Zu einem großen Erfolg wurde 1989 ebenso Barnes’ Roman A History of the World in 10 ½ Chapters (dt. Eine Geschichte der Welt in 10 ½ Kapiteln,  1990). In diesem Werk thematisiert Barnes die Frage nach der Vergangenheit durch eine Kritik universal-geschichtlicher Konzeptionen. Das Unvermögen, die „Wahrheit“ zu erfassen, trifft hier umso mehr auf die Weltgeschichte zu; Geschichte und Geschichtsschreibung werden von Barnes damit grundsätzlich in Frage gestellt.
In formaler und erzähltechnischer Hinsicht stellt der Roman ein Experiment dar. Er präsentiert sich wie eine Ansammlung von zehn Kurzgeschichten am Rande welthistorischer Katastrophen, die durch einen auktorialen Essay über die Liebe, das halbe Kapitel, ergänzt wird. Der narrative Zusammenhang wird nicht durch ein einheitliches Repertoire an Charakteren oder einen einheitlichen Schauplatz geschaffen, sondern durch die Wiederholung aufeinander verweisender Erzählelemente. Stärker noch als in der leitmotivischen Verwendung von Papageien in Flaubert’s Parrot entstehen so in der idiosynkratischen Geschichte der Welt aus den vielfachen Erwähnungen von Holzwürmern und anderen Leitmotiven „seltsame Verknüpfungen und unerhörte Verbindungen“ („strange links, impertinent connections“).
Ähnlich wie Flauberts Papagei kann auch Eine Geschichte der Welt in 10 ½ Kapiteln dem gemischten Genre der historiografischen Metafiktion zugeordnet werden. Im Ansatz trifft dies auch auf den überwiegenden Teil der anderen Romane Barnes‘ zu, obwohl sie in der formalen Gestaltung weniger experimentell sind. Die drei Romane Staring at the Sun (1986; dt. In die Sonne sehen, 1991), The Porcupine (1992; dt. Das Stachelschwein, 1992) und England, England (1998; dt. England, England, 1999) behandeln auf unterschiedliche Weise Geschichtskonstrukte und das Streben nach Wahrheit, Authentizität und Lebenssinn. In England, England wendet sich Barnes wie bereits zuvor in dem Kurzgeschichtenband Cross Channel (1996; dt. Dover – Calais, 1996) erneut dem englisch-französischen Verhältnis auf dem Hintergrund des Zusammenhangs zwischen kultureller Erinnerung und nationaler Identität zu; der Roman stellt in einer Art Semi-Farce das größenwahnsinnige Projekt eines riesigen Unternehmens zur Miniaturisierung Englands in einem Freizeitpark auf der Isle of Wight dar.
Es folgten zahlreiche weitere Romane, Erzählungen und Essays. Charakteristischerweise haben in Barnes’ Werken weder Geschichte oder Gedächtnis noch Kunst oder Religion als sinngebende Instanzen Bestand; ein Ausweg aus dem allgemeinen Relativismus oder Zynismus scheint sich bei Barnes allein in der Privatheit der erfüllten Liebe anzudeuten, die hier für die persönliche Freiheit steht. In dem autobiografisch geprägten Roman Metroland (1980, dt. Metroland, 1989) entwickelt sich der Antiheld des Romans vom jugendlichen Rebellen zum Durchschnittsbürger, zeigt jedoch oftmals die destruktiven Schattenseiten der Eifersucht und des Betrugs.
Geschönte Erinnerungen, die es erlauben, besser mit der eigenen Vergangenheit zu leben, und die Frage nach der persönlichen Verantwortlichkeit sind die beiden Hauptthemen, die den Ich-Erzähler in The Sense of an Ending (2011, dt. Vom Ende einer Geschichte, 2011) beschäftigen, als er im Alter eine Bilanz seines Lebens zu ziehen versucht. Dieser Roman wurde 2015 von einem internationalen Gremium von Literaturkritikern und Literaturwissenschaftlern zu einem der 100 bedeutendsten britischen Romane gewählt.
Julian Barnes zählt zu den vielseitigsten zeitgenössischen englischen Schriftstellern, dessen Wandelbarkeit sich ebenso in seinen journalistischen Zeitsatiren zeigt. Neben seiner schriftstellerischen Tätigkeit machte er sich darüber hinaus einen Namen als Übersetzer französischer Literatur, etwa von Alphonse Daudet und Gustave Flaubert. Außerdem übertrug er 1988 Volker Kriegels Kleine Hunde-Kunde ins Englische. Die deutschsprachigen Ausgaben seiner Werke erscheinen seit 1999 bei Kiepenheuer & Witsch; bis dahin wurden seine Bücher bei Haffmans verlegt. Barnes gilt als Vertreter der Postmoderne.
1979 heiratete Barnes seine damalige Agentin Patricia Olive Kavanagh, der er auch die meisten seiner Werke gewidmet hat und deren Nachnamen er als Pseudonym wählte. Sie starb am 20. Oktober 2008 an den Folgen eines Gehirntumors.
Julian Barnes lebt in London. Er ist der jüngere Bruder des Philosophen und Philosophiehistorikers Jonathan Barnes. Er bezeichnet sich selbst als glücklichen Atheisten.

## Erzählstil
Geschätzt wird vor allem sein häufig ironischer Erzählton. In seinen Romanen Darüber reden und Liebe usw. schildert er eine Beziehungsgeschichte, indem jede der handelnden Personen die Geschichte aus ihrem Blickwinkel erzählt, eine Erzählform, die man u. a. auch in William Faulkners Roman Als ich im Sterben lag und Yasushi Inoues Novelle Das Jagdgewehr findet.
In einem Interview mit dem Spiegel zu Liebe usw. sagt Barnes: „Dieser Kunstgriff, die Personen einzeln zum Leser sprechen zu lassen, gibt mir als Autor viel Freiheit. Es ist eine intime Geschichte, es geht um Liebe. Also habe ich überlegt, was wäre die intimste Form, die Geschichte auszudrücken? Die Form soll die Tatsache reflektieren, dass jeder Mensch, der in eine Beziehung involviert ist, eine ganz eigene Auffassung von dieser Beziehung hat …“

## Ehrungen
Für seine Romane wurde Barnes mit bedeutenden Literaturpreisen ausgezeichnet. 1985 erhielt er den Geoffrey Faber Memorial Prize, im Jahr darauf in Frankreich den Prix Médicis für Flauberts Papagei und 1992 den Prix Femina Étranger für Darüber reden. 1993 wurde er mit dem Shakespeare-Preis der Hamburger Alfred Toepfer Stiftung F.V.S. ausgezeichnet. Im Jahr 2004 wurde ihm der Österreichische Staatspreis für Europäische Literatur verliehen. The Sense of an Ending, 2011 erschienen, wurde im selben Jahr mit dem renommierten Booker Prize ausgezeichnet. Flauberts Papagei (1984), England, England (1998) und Arthur & George (2005) hatten zuvor auf der Shortlist des Preises gestanden. Ebenfalls 2011 erhielt er für sein Lebenswerk den David Cohen Prize. 2013 wurde er zum auswärtigen Ehrenmitglied der American Academy of Arts and Sciences gewählt. 2013 erhielt Barnes den Premio Malaparte, 2016 den Siegfried Lenz Preis und 2021 den Jerusalem-Preis.

## Werke (Auswahl)

### Als Julian Barnes
- 1980: Metroland (Roman).
  - Metroland, dt. von Gertraude Krueger; Haffmans, Zürich 1989, ISBN 3-251-00143-4.
- 1982: Before She Met Me (Roman).
  - Als sie mich noch nicht kannte. Roman einer Eifersucht, dt. von Michael Walter; Haffmans, Zürich 1988, ISBN 3-251-00125-6.
  - auch als: Vor meiner Zeit. Roman einer Eifersucht, gleiche Übersetzung; Haffmans, Zürich 1993, ISBN 3-251-30016-4.
- 1984: Flaubert’s Parrot (Roman).
  - Flauberts Papagei, dt. von Michael Walter; Haffmans, Zürich 1987, ISBN 3-251-00104-3.
- 1986: Staring at the Sun (Roman).
  - In die Sonne sehen, dt. von Gertraude Krueger; Haffmans, Zürich 1991, ISBN 3-251-00191-4.
- 1989:  A History of the World in 10 ½ Chapters (Roman).
  - Eine Geschichte der Welt in 10 ½ Kapiteln, dt. von Gertraude Krueger; Haffmans, Zürich 1992, ISBN 3-499-22134-9.
- 1991: Talking It Over (Roman).
  - Darüber reden, dt. von Gertraude Krueger; Haffmans, Zürich 1992, ISBN 3-251-00204-X.
- 1992: The Porcupine (Roman).
  - Das Stachelschwein, dt. von Stefan Howald und Ingrid Heinrich-Jost; Haffmans, Zürich 1992, ISBN 3-251-00215-5.
- 1995: Letters from London (Reportagen für den New Yorker).
  - Briefe aus London. 1990–1995, dt. von Gertraude Krueger und Robin Cackett; Haffmans, Zürich 1995, ISBN 3-251-00300-3.
- 1996: Cross Channel (Erzählungen).
  - Dover – Calais, dt. von Gertraude Krueger; Haffmans, Zürich 1996, ISBN 3-251-00328-3.
- 1998: England, England (Roman).
  - England, England, dt. von Gertraude Krueger; Kiepenheuer & Witsch, Köln 1999, ISBN 3-462-02830-8.
- 2000: Love etc. (Roman).
  - Liebe usw., dt. von Gertraude Krueger; Kiepenheuer & Witsch, Köln 2000, ISBN 3-462-03076-0.
- 2002: Something to Declare (Essays).
  - Tour de France, dt. von Gertraude Krueger; Kiepenheuer & Witsch, Köln 2003, ISBN 3-462-03305-0.
- 2004:  The Pedant in the Kitchen (Essays über das Kochen).
  - Fein gehackt und grob gewürfelt. Der Pedant in der Küche, dt. von Gertraude Krueger; Kiepenheuer & Witsch, Köln 2004, ISBN 3-462-03419-7.
- 2004: The Lemon Table (Erzählungen).
  - Der Zitronentisch, dt. von Gertraude Krueger; Kiepenheuer & Witsch, Köln 2005, ISBN 3-462-03616-5.
- 2005: Arthur & George (Roman).
  - Arthur & George, dt. von Gertraude Krueger; Kiepenheuer & Witsch, Köln 2007, ISBN 3-462-03706-4.
- 2008: Nothing to Be Frightened Of (Autobiografie).
  - Nichts, was man fürchten müsste, dt. von Gertraude Krueger; Kiepenheuer & Witsch, Köln 2010, ISBN 978-3-462-04186-6.
- 2011: The Sense of an Ending (Roman).
  - Vom Ende einer Geschichte, dt. von Gertraude Krueger; Kiepenheuer & Witsch, Köln 2011, ISBN 978-3-462-04433-1.
- 2011: Pulse (Erzählungen).
  - Unbefugtes Betreten, dt. von Thomas Bodmer und Gertraude Krueger; Kiepenheuer & Witsch, Köln 2012, ISBN 978-3-462-04480-5.
- 2012: Through the Window (Essays).
  - Am Fenster. Siebzehn Essays über Literatur und eine Short Story, dt. von Gertraude Krueger, Thomas Bodmer, Alexander Brock und Peter Kleinhempel; Kiepenheuer & Witsch, Köln 2016, ISBN 978-3-462-04864-3.
- 2013: Levels of Life (Essay).
  - Lebensstufen, dt. von Gertraude Krueger; Kiepenheuer & Witsch, Köln 2015, ISBN 978-3-462-04727-1.
- 2015: Keeping an Eye Open (Essays). – Erweiterte Neuausgabe 2020 (mit sieben zusätzlichen Essays).
  - Kunst sehen, dt. von Gertraude Krueger und Thomas Bodmer; Kiepenheuer & Witsch, Köln 2019, ISBN 978-3-462-04917-6.
  - Kunst sehen, dt. von Gertraude Krueger und Thomas Bodmer; KiWi-Taschenbuch, Köln 2022, ISBN 978-3-462-00280-5. (Erweiterte Neuausgabe)
- 2016: The Noise of Time (Roman).[8]
  - Der Lärm der Zeit, dt. von Gertraude Krueger; Kiepenheuer & Witsch, Köln 2017, ISBN 978-3-462-04888-9.[9]
- 2018: The Only Story (Roman).
  - Die einzige Geschichte, dt. von Gertraude Krueger; Kiepenheuer & Witsch, Köln 2019, ISBN 978-3-462-05154-4.
- 2019: The Man in the Red Coat (Essay).
  - Der Mann im roten Rock, dt. von Gertraude Krueger; Kiepenheuer & Witsch, Köln 2021, ISBN 978-3-462-05476-7.
- 2022: Elizabeth Finch (Roman).
  - Elizabeth Finch, dt. von Gertraude Krueger; Kiepenheuer & Witsch, Köln 2022, ISBN 978-3-462-00327-7.
- 2025: Changing My Mind (Essay).
- 2026: Departure(s) (Roman).
  - Abschiede, dt. von Gertraude Krueger; Kiepenheuer & Witsch, Köln 2026, ISBN 978-3-462-00919-4.

### Als Dan Kavanagh
- 1980: Duffy (Kriminalroman).
  - Duffy, dt. von Michael K. Georgi; Ullstein, Frankfurt am Main, Berlin, Wien 1981, ISBN 3-86615-264-7.
  - Neuübersetzung: Duffy, dt. von Willi Winkler; Haffmans, Zürich 1988, ISBN 3-251-01007-7.
- 1981: Fiddle City (Kriminalroman).
  - Airportratten, dt. von Michael K. Georgi; Ullstein, Frankfurt am Main, Berlin, Wien 1983, ISBN 3-548-10185-2.
  - Neuübersetzung: Schieber-City, dt. von Michel Bodmer; Haffmans, Zürich 1993, ISBN 3-251-30001-6.
- 1985: Putting the Boot In (Kriminalroman).
  - Grobes Foul, dt. von Verena Schröder; Ullstein, Frankfurt am Main, Berlin 1987, ISBN 3-548-10483-5.
  - auch als: Abblocken, gleiche Übersetzung; Haffmans, Zürich 1992, ISBN 3-453-07299-5.
- 1985: The 50p Santa. A Duffy Detective Story (Kriminalstory).
  - Der 50-Pence-Nikolaus, dt. von Gertraude Krueger; in: Haffmans Krimi Jahresband 1996, hrsg. von Gerd Haffmans und Bernhard Matt, Wilhelm Heyne Verlag, München 1996, S. 88–95, ISBN 3-453-09394-1.
  - auch als: Der 50-Pfennig-Weihnachtsmann, gleiche Übersetzung; in: In dieser einen stillen Nacht, hrsg. von Volker Fabricius, Patmos Verlag, Düsseldorf 2003, S. 168–177, ISBN 3-491-45026-8.
- 1987: Going to the Dogs (Kriminalroman).
  - Vor die Hunde gehen, dt. von Willi Winkler; Haffmans, Zürich 1989, ISBN 3-251-01036-0.

## Hörbücher
- 2006: Der Zitronentisch, Random House Audio Köln, 2 CDs 126 Min., gelesen von Joachim Król, ISBN 978-3-86604-209-4.
- 2012: Vom Ende einer Geschichte, Argon Verlag Berlin, 5 CDs 363 Min., gelesen von Manfred Zapatka, ISBN 978-3-8398-1164-1.
- 2012: Unbefugtes Betreten, Argon Verlag Berlin, 3 CDs 216 Min., gelesen von Wolfram Koch, ISBN 978-3-8398-1201-3.
- 2015: Lebensstufen, Argon Verlag Berlin, 3 CDs 206 Min., gelesen von Wolfram Koch, ISBN 978-3-8398-1381-2.
- 2017: Der Lärm der Zeit, Argon Verlag Berlin, 5 CDs 368 Min., gelesen von Frank Arnold, ISBN 978-3-8398-1531-1.
- 2019: Die einzige Geschichte, Argon Verlag Berlin, 7 CDs 528 Min., gelesen von Frank Arnold, ISBN 978-3-8398-1700-1.

## Verfilmungen
- 1996: Love, etc., nach dem Roman Talking It Over, mit Charlotte Gainsbourg, Yvan Attal, Drehbuch: Dodine Herry, Marion Vernoux, Regie: Marion Vernoux
- 1997: Metroland, mit Christian Bale, Emily Watson, Drehbuch: Adrian Hodges, Regie: Philip Saville
- 2001: Vor meiner Zeit (Fernsehfilm), nach dem Roman Before She Met Me, mit Ingo Naujoks, Nadeshda Brennicke, Drehbuch: Claus Strobel (als Niklas Becker), Regie: Manfred Stelzer
- 2015: Arthur & George (Fernsehserie), mit Martin Clunes, Arsher Ali, Drehbuch: Ed Whitmore, Regie: Stuart Orme
- 2017: The Sense of an Ending, mit Jim Broadbent, Charlotte Rampling, Drehbuch: Nick Payne, Regie: Ritesh Batra